# 龚品梅反革命集团案
龚品梅反革命集团案，教内称九八教难，即上海教难，是中华人民共和国政府在1950年代对时任天主教上海教区主教的龚品梅等180多名天主教神职人员、修道人员和教友作为反革命集团进行镇压的政治案件。

## 經過

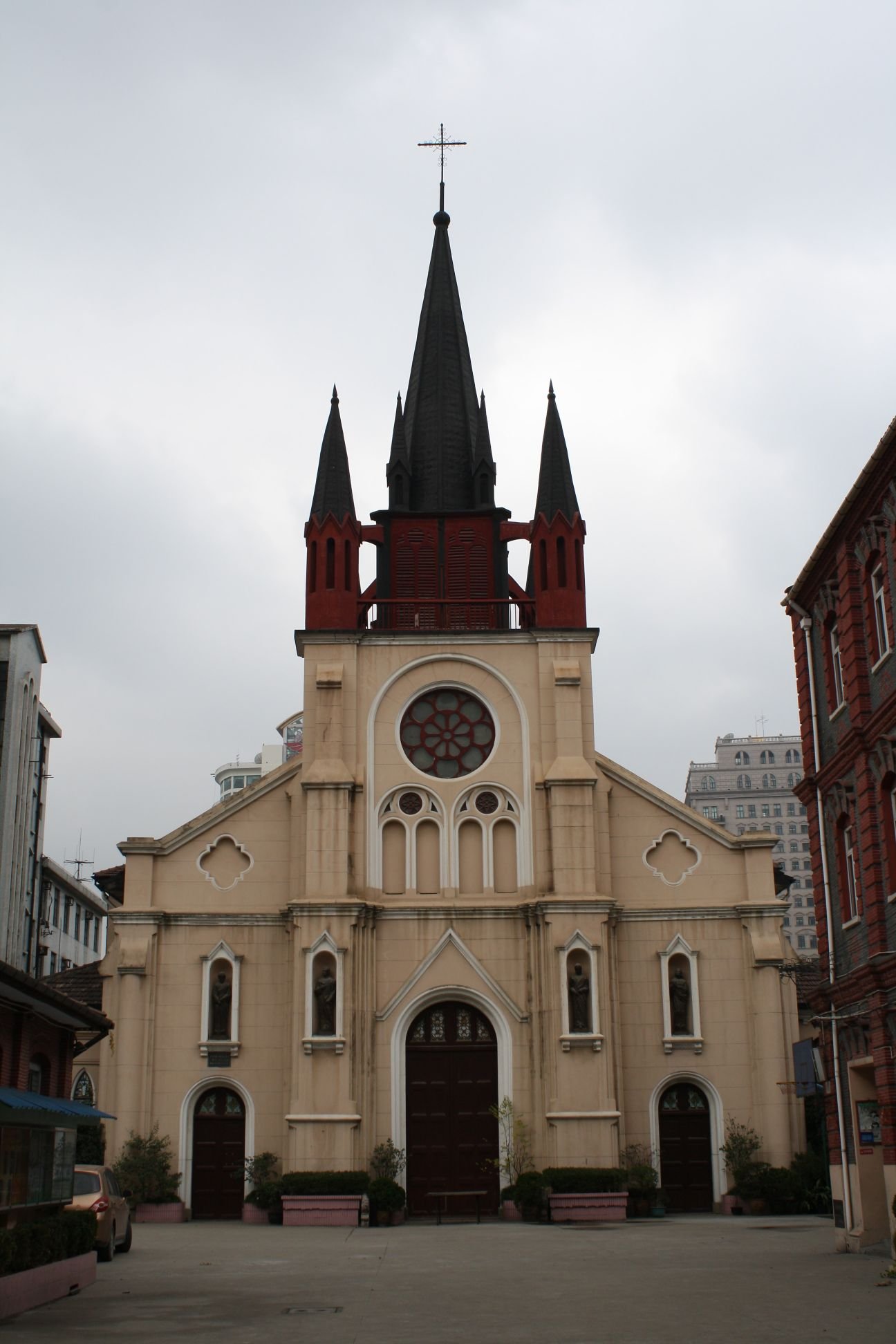
龚品梅居住的洋泾浜圣若瑟堂

1949年以后，外国传教士陆续被逐出中国大陆，但是仍有不少中国天主教主教、神父要求信徒继续忠于罗马教廷。其中包括新就任的上海教区首任中国籍主教龚品梅和一批神父。他们阻止信徒参与批斗等有违天主教教义的政治运动，尤其抵制中国新政府对天主教会的“改造”行动，拒绝在教会内开展“反帝爱国运动”，不参加由官方组织的“中国天主教教友爱国会”。1951年，从天津开始，中国大陆各地陆续将天主教教友团体圣母军作为反动组织加以取缔，又有一些外国传教士被指控为间谍。龚品梅以主教身份，阻止圣母军成员向政府登记退团，提出“不投降、不退让、不出卖”的口号。
中国政府决心镇压不与其合作的由龚品梅主教领导的上海教区，在精心的预备之后，于1955年9月8日晚，采取大规模搜捕行动，将龚品梅主教，金鲁贤、張希斌、朱洪声、范忠良等30多名神父，以及教友，共183人逮捕入狱。据称在四川南路的洋泾浜圣若瑟堂主教府内发现了发报机、手枪等罪证，随后举办罪证展览会，组织信徒参观，然后进行声讨大会。
1960年3月17日，龚品梅反革命集团案在上海市中级人民法院进行公审。
首犯龚品梅被指控从事反革命活动，判处无期徒刑，剥夺政治权利终身。1985年7月3日，龚品梅在被关押30年后，获得假释。1988年5月11日，龚品梅被批准去美国治病探亲。2000年龚品梅主教在美国康涅狄格州史坦佛市去世。
多名神父被判处有期徒刑：
- 陳哲敏：羅馬傳信大學教授、哲學博士，羅馬教廷駐華公使中文秘書。1951年9月6日被捕。1960年判处20年有期徒刑。1961年8月26日死于安徽省庐江县白湖農場。
- 朱树德：君王堂本堂神父。1953年6月15日被捕，判处20年有期徒刑。刑满后留在安徽白湖農場。1981年11月再次被捕，1983年12月28日死于安徽省合肥市監獄。
- 張希斌：大通路小德肋撒堂本堂神父。1955年9月8日被捕。1960年3月17日被判20年徒刑，1978年释放。1981年11月再次被捕，关在上海第一看守所，后因病软禁在上海教区收容所，1990年去世。
- 朱洪声：君王堂副本堂神父[2]，1955年9月8日被捕，1960年判刑15年，刑期满后留场就业，1981年11月19日因组织组织信徒赴上海佘山朝圣，作为“朱洪声反革命集团”首要分子逮捕[3]。1983年3月21日判处有期徒刑15年[4]。1987年根据公安部指示减刑释放[5]。
- 范忠良：上海教区徐家汇大修院（母心修院）理院神父。1955年9月8日被捕，1958年判处20年徒刑，在青海省坟场从事搬运尸体的工作。刑满后留在青海劳改农场就业。1985年范忠良由当时的青海主教秘密祝圣为天主教上海教区龚品梅主教的助理主教。2000年范忠良接任龚品梅主教的上海教区正权主教职位，但未获中国政府承认、并且常年受到监视。2014年去世。
- 金鲁贤：徐家汇大修院（母心修院）院长。1955年9月8日被捕，金鲁贤在监狱中度过了18年，又接受劳改9年，在北方从事翻译工作，最后在1982年释放。1985年1月27日，金鲁贤由张家树祝圣为上海教区助理主教（自选自圣），没有得到教宗的任命和批准。1988年，张家树去世，金鲁贤成为爱国会的上海教区正权主教。此后，经他本人申请，获得与罗马的共融，获教廷承认为上海教区助理主教。
- 傅鶴洲：上海教區的理財神父。1953年7月7日被捕，1960年判15年，在安徽白湖农场服刑，1981年11月再次被捕。
- 陳天祥：耶稣会长秘书，1953年7月7日被捕，
- 陳雲棠：徐汇小修院院长，判12年，同陈天祥、蔡石方、朱洪声、朱副主教同在江西马档劳改。
- 蔡石方：徐汇大堂本堂神父。1953年7月7日被捕。1955年9月8日再次被捕，判12年，刑满后继续被留场劳教。1981年11月第三次被捕，又判10年。1989年初保外就医，后赴美服务于海外华人，足迹遍及美澳各地。1997年病逝于纽约。
- 王仁生：1953年7月7日被捕，1960年3月判刑，12月22日死于安徽荻港服刑地点。
- 朱雪帆：1955年12月被捕，1960年3月17日被判十年，在江西马当服刑，后死于上饶劳改营。
- 劉季澤：
- 严蕴梁：徐汇修院神师，1955年9月8日被捕。入狱三十余年，1994年病逝于常熟。
- 吴应枫：虹口圣心堂神父，1955年被捕，判15年，1977年死于安徽白茅岭。
- 沈百顺：耶稣会士，死于上海监狱。
- 陆达源：在修院教文学及翻译，1955年被捕，入狱二十余年，1991年在加拿大去世。
- 李季才：
- 傅玉堂：1962年死于安徽省庐江县白湖農場。